# منظمة العمل الشيوعي في لبنان
منظمة العمل الشيوعي في لبنان، حزب سياسي لبناني انطلق عام 1970 كحركة ماركسية بعد اندماج حركة وحركة الذان يرجع انتماء أغلب قادتهما إلى التيار القومي اليساري وحركة القوميين العرب. لعبت المنظمة دورا هاما في صلب الحركة الوطنية اللبنانية بحكم شغل أمينها العام محسن إبراهيم موقع الأمين العام للحركة. خاضت ميليشياتها مع باقي ميليشيات الحركة عدة معارك ضد قوى الجبهة اللبنانية في بداية الحرب الأهلية اللبنانية. ربطتها علاقة وثيقة مع بالجبهة الديمقراطية لتحرير فلسطين التي كانت قريبة منها إيديولوجيا والتي شاركتها في إصدار جريدة الحرية. كانت من الممضين على إعلان قيام جبهة المقاومة الوطنية اللبنانية غداة ، وشاركت في عملياتها. بقي نشاط الهيكلي للمنظمة شبه مجمد لسنوات طويلة إلى عام 2013 حيث أقامت مؤتمرها الثالث. وفي نوفمبر 2018 انتظم مؤتمرها الرابع الذي قرر تغيير اسم المنظمة على أن يختار الاسم الجديد خلال المؤتمر القادم، كما اكدت فيه توجهها الاشتراكي.